# Atlantide Pallavolo Brescia 2020-2021
Questa voce raccoglie le informazioni riguardanti l'Atlantide Pallavolo Brescia nelle competizioni ufficiali della stagione 2020-2021.

## Organigramma societario
Area direttiva
- Presidente: Giovanni Ieraci
- Presidente onorario: Stefano Consoli
- Vicepresidente: Gianlorenzo Bonisoli
- Direttore tecnico: Roberto Zambonardi
- Direttore sportivo: Sergio Aquino
- Segreteria: Sergio Aquino
- Amministrazione: Silvia Zambonardi
- Team manager: Gabriele Cottarelli
- Responsabile relazioni esterne: Maurizio Mazzotti
- Magazzino: Agostino Carrieri
- Logistica: Agostino Carrieri

- Allenatore: Roberto Zambonardi
- Allenatore in seconda: Paolo Iervolino
- Assistente allenatore: Mirko Ferrazzi, Domenico Iervolino
- Scout man: Pierpaolo Zamboni
- Responsabile settore giovanile: Roberto Zambonardi

Area comunicazione
- Responsabile comunicazioni: Claudio Chiari
- Ufficio stampa: Cinzia Giordano Lanza
- Fotografo: Giuseppe Zanardelli
- Social media manager: Cinzia Giordano Lanza
- Telecronista: Claudio Chiari
- Speaker: Andrea Anguissola

Area marketing
- Responsabile ufficio marketing: Claudio Chiari

Area sanitaria
- Responsabile staff medico: Pierfrancesco Betrinsoli
- Medico: Pierfrancesco Betrinsoli
- Fisioterapista: Emanuela Ravelli
- Preparatore atletico: Paolo Scatoli

## Rosa
| N° | Nome                      | Ruolo | Data di nascita   | Squadra |
| -- | ------------------------- | ----- | ----------------- | ------- |
| 1  | Andrea Orlando Boscardini | C     | 25 gennaio 2001   | Italia  |
| 2  | Fatijon Tasholli          | O     | 4 luglio 1999     | Italia  |
| 4  | Francesco Rizzetti        | L     | 21 aprile 2003    | Italia  |
| 5  | Simone Tiberti            | P     | 13 settembre 1980 | Italia  |
| 6  | Paolo Crosatti            | S     | 30 settembre 1983 | Italia  |
| 7  | Andrea Cogliati           | P     | 15 gennaio 1998   | Italia  |
| 8  | Michele Bergoli           | S     | 7 luglio 1999     | Italia  |
| 9  | Fabio Bisi                | O     | 16 luglio 1994    | Italia  |
| 10 | Andrea Franzoni           | L     | 7 maggio 1989     | Italia  |
| 11 | Andrea Galliani           | S     | 6 gennaio 1988    | Italia  |
| 12 | Nicola Candeli            | C     | 14 luglio 1993    | Italia  |
| 14 | Davide Esposito           | C     | 25 agosto 1995    | Italia  |
| 15 | Alberto Cisolla           | S     | 10 ottobre 1977   | Italia  |
| 16 | Gianluca Togni            | S     | 10 gennaio 2005   | Italia  |
| 17 | Alessandro Tonoli         | S     | 24 settembre 2001 | Italia  |
| 18 | Pietro Ghirardi           | P     | 4 gennaio 2005    | Italia  |